# Arne Larsen Økland
Arne Larsen Økland (Bømlo, 31 maggio 1954) è un dirigente sportivo, allenatore di calcio ed ex calciatore norvegese, di ruolo attaccante.

## Carriera

### Giocatore

#### Club
Larsen Økland iniziò la carriera nei primi anni settanta, giocando nel 1976 nell'unica stagione nella massima divisione norvegese del Vard Haugesund. Nonostante i suoi sforzi, e le 11 reti realizzate, la squadra non raggiunse la salvezza: l'attaccante passò allora al Bryne. Contribuì al secondo posto finale del club nel 1980.
Nello stesso anno, Larsen Økland fu ingaggiato dai tedeschi del Bayer Leverkusen. Dopo pochi mesi al club, segnò una tripletta ai danni del Bayern Monaco, in una vittoria della sua squadra per 3-0. Al norvegese fu accreditata anche una quarta marcatura, ma Larsen Økland rivelò all'arbitro che il pallone passò attraverso un buco della rete e che perciò il gol non sarebbe stato valido. Nei tre anni in Germania, giocò 101 partite e realizzò 43 reti. Nel 1983 passò ai francesi del Racing Club de Paris, dove rimase per un paio di stagioni.
Tornò poi al Bryne e contribuì alla vittoria dell'unico trofeo maggiore nella storia del club: la squadra si aggiudicò infatti la Coppa di Norvegia 1987. Dopo questo successo, Larsen Økland concluse la sua carriera.

#### Nazionale
Larsen Økland giocò 54 partite per la Norvegia, con 13 reti all'attivo. Esordì il 29 marzo 1978, nella sconfitta per 3-0 contro la Spagna. Il 20 settembre dello stesso anno, realizzò la prima rete: fu lui a siglare la marcatura per gli scandinavi nel pareggio per 1-1 contro il Belgio.

### Allenatore
Dal 1989 al 1990, fu allenatore del Bryne. Nel 1992 guidò invece il Viking.

### Dirigente
Il 29 maggio 2012 fu nominato nuovo direttore generale al Viking.

## Palmarès

### Giocatore

#### Club
- Norgesmesterskapet G19: 1

Vard Haugesund: 1972

#### Individuale
- Gullklokka

1982